# Han Kang
Han Kang (koreansk: 한강) (født 27. november 1970 i Gwangju, Sydkorea) er en sydkoreansk forfatter. Hun vandt Nobelprisen i litteratur i 2024 for "sin poetiske prosa, der konfronterer historiske traumer og afslører menneskelivets skrøbelighed". Med prisen følger 11 mio. svenske kroner. I 2016 vandt hun International Booker Prize (en) for Vegetaren.
Hun blev færdig med studier i koreansk sprog og litteratur i 1993, hvorefter hun udgav sit første digt.